# Юрьевка (приток Нудоли)
Юрьевка — река в Московской области России, правый приток реки Нудоли, впадающей в Истринское водохранилище. На Юрьевке расположены деревни Алексейково и Егорьевское.

## Гидрология
Длина — 5,2 км. Равнинного типа. Питание преимущественно снеговое. Юрьевка замерзает в ноябре — начале декабря, вскрывается в конце марта — апреле.